# Ocnița (Dâmbovița)
Ocnița è un comune della Romania di 4 467 abitanti, ubicato nel distretto di Dâmbovița, nella regione storica della Muntenia.